# SuperDraft de la MLS 2007
El SuperDraft de 2007 fue el octavo evento de este tipo para la MLS se llevó a cabo el 12 de enero de 2007 en Indianápolis, Indiana. El SuperDraft consistió en cuatro rondas de trece selecciones de cada uno, para un total de 52 jugadores seleccionados en el proyecto.
El proyecto precedió a la temporada 2007 de la MLS.

## Primera ronda
|  | Miembro de Generación Adidas |

| N.º | Jugador             | Equipo de la MLS                                          | Universidad/Proyecto/Club          | Posición       | Imagen |
| --- | ------------------- | --------------------------------------------------------- | ---------------------------------- | -------------- | ------ |
| 1   | Maurice Edu         | Toronto FC                                                | Universidad de Maryland            | Centrocampista |        |
| 2   | Bakary Soumare      | Chicago Fire (desde Columbus Crew)                        | Universidad de Virginia            | Defensa        |        |
| 3   | Michael Harrington  | Kansas City Wizards                                       | Universidad de Carolina del Norte  | Defensa        |        |
| 4   | Chris Seitz         | Real Salt Lake                                            | Universidad de Maryland            | Portero        |        |
| 5   | Wells Tompson       | New England Revolution (desde Los Angeles Galaxy)         | Universidad de Wake Forest         | Centrocampista |        |
| 6   | Nico Colaluca       | Colorado Rapids (desde New York Red Bulls)                | Universidad de Virginia            | Centrocampista |        |
| 7   | John Cunliffe       | Chivas USA                                                | Fort Lewis College                 | Delantero      |        |
| 8   | Jerson Monteiro     | Chicago Fire                                              | Universidad de Alabama Birmingham  | Delantero      |        |
| 9   | Anthony Walace      | FC Dallas                                                 | Universidad del Sur de Florida     | Defensa        |        |
| 10  | Andrew Boyens       | Toronto FC (desde Colorado Rapids vía Los Angeles Galaxy) | Universidad de Nuevo México        | Defensa        |        |
| 11  | Bryan Arguez        | D.C. United                                               | Generación Adidas                  | Defensa        |        |
| 12  | Amaechi Igwe        | New England Revolution                                    | Universidad de Santa Clara         | Defensa        |        |
| 13  | John Michael Hayden | Houston Dynamo                                            | Universidad de Indiana Bloomington | Centrocampista |        |

## Segunda Ronda
|  | Miembro de Generación Adidas |

| N.º | Jugador        | Equipo de la MLS                                         | Universidad/Proyecto/Club           | Posición       | Imagen |
| --- | -------------- | -------------------------------------------------------- | ----------------------------------- | -------------- | ------ |
| 14  | Fuad Ibrahim   | FC Dallas (desde Toronto FC)                             | Generación Adidas                   | Delantero      |        |
| 15  | Brad Evans     | Columbus Crew                                            | Universidad de California en Irvine | Centrocampista |        |
| 16  | Robbie Findley | Los Angeles Galaxy (desde Kansas City Wizards)           | Universidad Estatal de Oregón       | Delantero      |        |
| 17  | Greg Dalby     | Colorado Rapids (desde Real Salt Lake)                   | Universidad de Notre Dame           | Centrocampista |        |
| 18  | Andrew Daniels | FC Dallas (desde Los Angeles Galaxy vía Colorado Rapids) | Universidad Brown                   | Defensa        |        |
| 19  | Dane Richards  | New York Red Bulls                                       | Universidad Clemson                 | Delantero      |        |
| 20  | Josh Tudela    | Los Angeles Galaxy (desde Chivas USA vía Real Salt Lake) | Universidad de Indiana Bloomington  | Centrocampista |        |
| 21  | Nate Norman    | Chicago Fire                                             | Universidad de Notre Dame           | Centrocampista |        |
| 22  | Ryan Guy       | FC Dallas                                                | Universidad de San Diego            | Delantero      |        |
| 23  | Ty Harden      | Los Angeles Galaxy (desde Colorado Rapids)               | Universidad de Washington           | Defensa        |        |
| 24  | Brad North     | D.C. United                                              | Universidad Northwestern            | Delantero      |        |
| 25  | Ryan Solle     | New England Revolution                                   | Universidad de Wake Forest          | Delantero      |        |
| 26  | Corey Ashe     | Houston Dynamo                                           | Universidad de Carolina del Norte   | Centrocampista |        |

## Tercera Ronda
|  | Miembro de Generación Adidas |

| N.º | Jugador             | Equipo de la MLS                                                                                  | Universidad/Proyecto/Club                       | Posición       | Imagen |
| --- | ------------------- | ------------------------------------------------------------------------------------------------- | ----------------------------------------------- | -------------- | ------ |
| 27  | Richard Asante      | Toronto FC                                                                                        | Universidad de Siracausa                        | Defensa        |        |
| 28  | Scott Jones         | FC Dallas (desde Columbus Crew)                                                                   | Universidad de Carolina del Norte en Greensboro | Centrocampista |        |
| 29  | Edson Elock         | Kansas City Wizards                                                                               | Universidad Old Dominion                        | Delantero      |        |
| 30  | Steven Curfman      | Real Salt Lake                                                                                    | Universidad de Wake Forest                      | Centrocampista |        |
| 31  | Omar Cummings       | Colorado Rapids (desde Los Angeles Galaxy)                                                        | Universidad de Cincinnati                       | Delantero      |        |
| 32  | Jay Needham         | D.C. United (desde New York Red Bulls vía Colorado Rapids)                                        | Universidad Metodista del Sur                   | Defensa        |        |
| 33  | Siniša Ubiparipović | New York Red Bulls (desde Chivas USA vía New England Revolution vía Columbus Crew vía Chivas USA) | Universidad de Akron                            | Centrocampista |        |
| 34  | Mike Banner         | Chicago Fire                                                                                      | Universidad del Sur de Illinois Edwardsville    | Centrocampista |        |
| 35  | Nick LaBrocca       | Colorado Rapids (desde FC Dallas)                                                                 | Universidad Rutgers                             | Centrocampista |        |
| 36  | Justin Hughes       | Colorado Rapids                                                                                   | Universidad de Carolina del Norte               | Portero        |        |
| 37  | Ricky Schramm       | D.C. United                                                                                       | Universidad de Georgetown                       | Delantero      |        |
| 38  | Bryan Byrne         | New England Revolution                                                                            | Universidad de California en Santa Bárbara      | Centrocampista |        |
| 39  | Mike Sambursky      | Houston Dynamo                                                                                    | Universidad de Carolina del Sur                 | Delantero      |        |

## Cuarta Ronda
|  | Miembro de Generación Adidas |

| N.º | Jugador           | Equipo de la MLS                                            | Universidad/Proyecto/Club             | Posición       | Imagen |
| --- | ----------------- | ----------------------------------------------------------- | ------------------------------------- | -------------- | ------ |
| 40  | Jeffrey Gonsalves | Toronto FC                                                  | Universidad de Rhode Island           | Delantero      |        |
| 41  | Aaaron Chandler   | Columbus Crew                                               | Universidad de San Francisco          | Delantero      |        |
| 42  | Kurt Morsink      | Kansas City Wizards                                         | Universidad James Madison             | Centrocampista |        |
| 43  | Tommy Križanović  | FC Dallas (desde Real Salt Lake)                            | Universidad de Jacksonville           | Delantero      |        |
| 44  | Tally Hall        | Los Angeles Galaxy                                          | Universidad Estatal de San Diego      | Portero        |        |
| 45  | Bobby Burling     | Los Angeles Galaxy (desde New York Red Bulls)               | Universidad Loyola Marymount          | Defensa        |        |
| 46  | Cameron Dunn      | Chivas USA                                                  | Universidad de California en Irvine   | Defensa        |        |
| 47  | Simon Omekanda    | Chicago Fire                                                | Universidad Estatal de Pensilvania    | Delantero      |        |
| 48  | Adam Cristman     | New England Revolution (desde FC Dallas vía Real Salt Lake) | Universidad de Virginia               | Delantero      |        |
| 49  | Ben Hunter        | Columbus Crew (desdeColorado Rapids)                        | Universidad de Carolina del Norte     | Delantero      |        |
| 50  | Luis Robles       | D.C. United                                                 | Universidad de Portland               | Portero        |        |
| 51  | Kyle Helton       | New England Revolution                                      | Universidad de Duke                   | Defensa        |        |
| 52  | Eric Ebert        | Houston Dynamo                                              | Universidad de California en Berkeley | Centrocampista |        |

## Selecciones por Posición
| Ronda   | Portero | Defensa | Mediocampista | Delantero | Totales |
| ------- | ------- | ------- | ------------- | --------- | ------- |
| Primera | 1       | 6       | 4             | 2         | 13      |
| Segunda | 0       | 2       | 6             | 5         | 13      |
| Tercera | 1       | 2       | 6             | 4         | 13      |
| Cuarta  | 2       | 3       | 2             | 6         | 13      |
| Totales | 4       | 13      | 18            | 17        | 52      |